# George Armstrong Custer

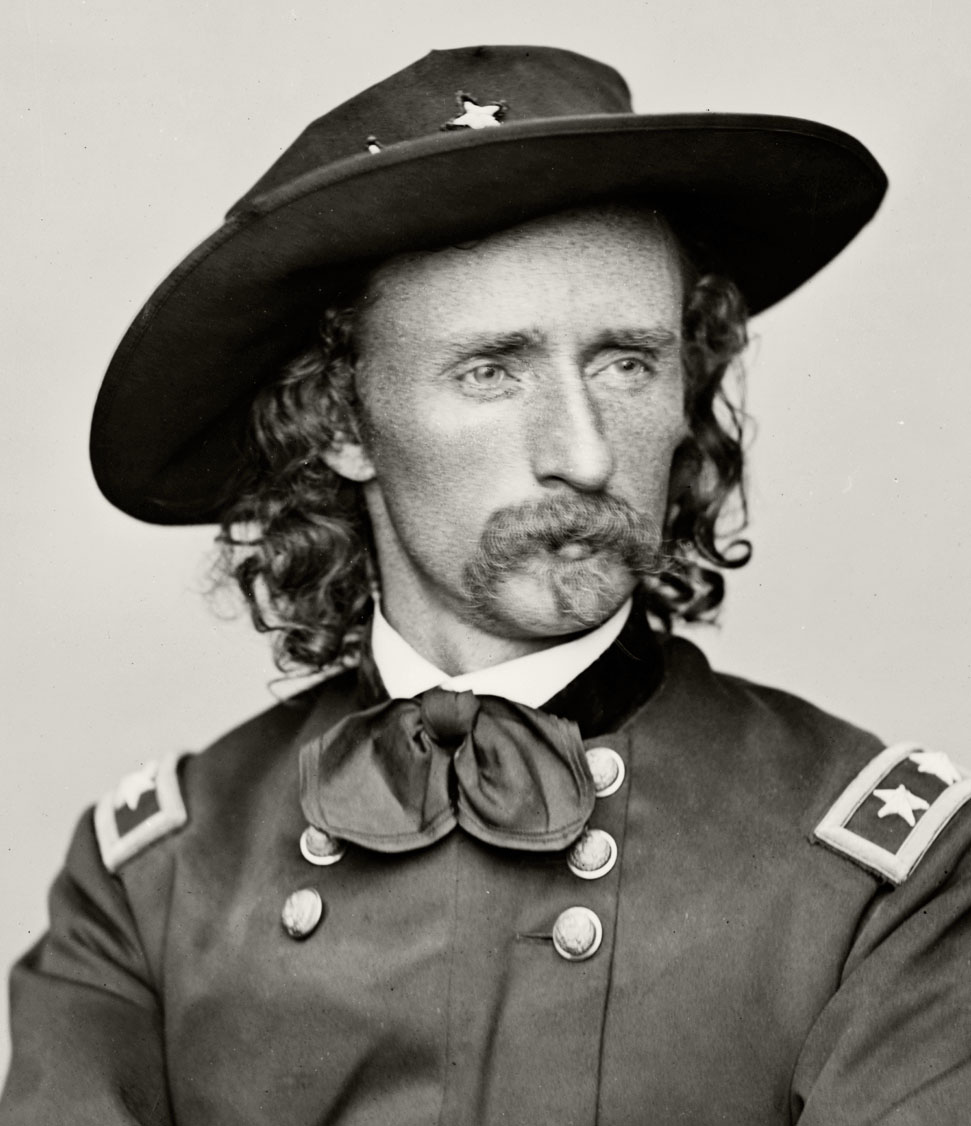
George A. Custer

George Armstrong Custer (* 5. Dezember 1839 in New Rumley, Harrison County, Ohio; † 25. Juni 1876 am Little Bighorn, Montana Territory) war Oberstleutnant des US-Heeres und Generalmajor des Unionsheeres im Sezessionskrieg. Nach dem Bürgerkrieg diente er in den Indianerkriegen. Custer wurde vor allem durch seine Niederlage und seinen Tod in der Schlacht am Little Bighorn bekannt, die Gegenstand zahlreicher Bücher und Filme sind.

## Leben

### Familie
Unter George Armstrong Custers Vorfahren väterlicherseits waren der hessische Offizier Paulus Küster und seine Frau Gertrude, die um das Jahr 1693 vom Niederrhein aus Kaldenkirchen in die späteren USA auswanderten.

### Jugend, Schulzeit und Akademie
Custer war das erste von sieben Kindern des Farmers und Schmiedes Emanuel Henry Custer und seiner Ehefrau Maria, geborene Ward. Er erlebte eine sorgenfreie Kindheit und zeichnete sich durch seine Lebhaftigkeit, aber auch durch seine Faulheit in der Schule aus. Einen großen Teil seiner Kindheit verbrachte George Armstrong bei seiner Halbschwester in Monroe, Michigan, wo er auch zur Schule ging. Custer trat 1857 in die Militärakademie in West Point ein, er glänzte dort nicht besonders, stand mehrere Male kurz vor dem Ausschluss und graduierte im Juni 1861 als Letzter seines Jahrganges.

### Sezessionskrieg

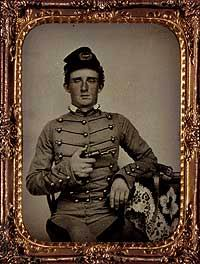
Custer als Kadett an der USMA, ca. 1859

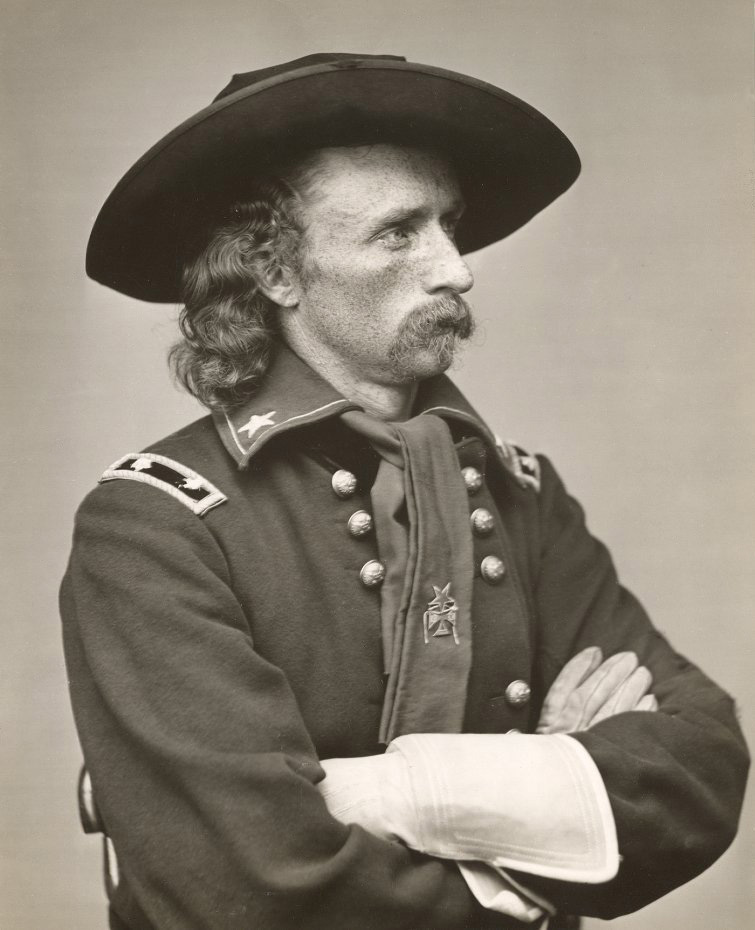
Custer etwa 1865

#### Anfänge
Unmittelbar nach seinem Abschluss wurde er der Potomac-Armee unter Generalmajor McClellan zugeteilt. Am 5. Juni des Jahres 1862 wurde er zum Hauptmann der Freiwilligen befördert und Adjutant im Stab von McClellan. Sowohl dort als auch unter Generalmajor Pleasonton zeichnete sich Custer vielfach aus.

#### Custer in den Schlachten von Brandy Station und Gettysburg
Als Mitglied des Stabes von Generalmajor Pleasonton war Custer Teilnehmer der größten Reiterschlacht des Bürgerkrieges bei Brandy Station, Virginia. Im Zuge einer Reorganisation des Kavalleriekorps nach der Schlacht erhielt er den Befehl über die sogenannte Michigan-Kavalleriebrigade (5., 6. und 7. Michigan-Kavallerieregiment) und wurde am 29. Juni 1863 zum Brigadegeneral der Freiwilligen befördert. In der Schlacht von Gettysburg kämpfte er mit seiner Brigade gemeinsam mit General Greggs Division am dritten Kampftag in einem Kavalleriegefecht nordöstlich des Hauptschlachtfeldes gegen J.E.B. Stuarts Südstaatenkavallerie. Custer führte dabei mehrere Angriffe an vorderster Front an. Das Kavalleriegefecht endete mit einem taktischen Unentschieden, Custer und Gregg konnten allerdings verhindern, dass Stuart in den Rücken der Potomac-Armee gelangte.

#### Weiterer Kriegsverlauf
Custer wurde 1864 zum Kommandeur der 1. Brigade der 1. Kavalleriedivision von Generalmajor Alfred T. A. Torbert ernannt. Mit seiner Brigade nahm er unter anderem an der Schlacht an der Yellow Tavern (11. Mai 1864) und der Schlacht bei Trevilian Station (11./12. Juni 1864) teil, in der die Konföderierten sein persönliches Gepäck erbeuteten. Im Herbst 1864 kämpfte er unter dem Oberbefehl von Philip Sheridan im Shenandoahtal gegen General Early. Nach seinen Leistungen in der Schlacht von Winchester wurde er am 30. September 1864 zum Kommandeur der 3. Kavalleriedivision ernannt. Seine erste Bewährungsprobe als Divisionskommandeur fand am 19. Oktober 1864 in der Schlacht am Cedar Creek statt. Custers Division leistete einen wichtigen Beitrag zur Stabilisierung der Verteidigung der Union. Custers Division bildete die rechte Flanke der Unionsformation und durchbrach die Linie der Division der Konföderierten von John B. Gordon. Custers Soldaten führten dann eine Offensive an, die Earlys Truppen vollständig in die Flucht schlug. Diese Schlacht war entscheidend, denn sie beendete nicht nur alle Hoffnungen der Konföderierten, künftige Offensiven aus dem Shenandoah Valley zu starten, sondern begrub auch alle Hoffnungen der Rebellen, es überhaupt ernsthaft verteidigen zu können. Die Beurteilung von Custers militärischen Fähigkeiten sollte jedoch durch die Analyse seiner Leistung bei der relativ kleinen Schlacht von Waynesboro, Virginia am 2. März 1865 erfolgen. In dieser Schlacht bewies der 25-jährige Brigadegeneral Custer den Mut und die Initiative, die ihn künftig berühmt machte. In einer brillanten Aktion griff er die letzte verbliebene organisierte Streitmacht der Konföderierten im Shenandoah Valley an und vernichtete sie vollständig. Custer kehrte im März 1865 mit seiner Division nach Petersburg, Virginia zu den Hauptkräften der Potomac-Armee zurück und zeichnete sich dort während des Appomattox-Feldzuges erneut aus. Er wurde rückwirkend zum 15. April 1865 zum Generalmajor des Freiwilligenheeres befördert, mit 25 Jahren der jüngste in der Geschichte des US-Heeres. Später erhielt er den Brevet-Rang eines Generalmajors des Regulären Heeres. Dort war er am 8. Mai 1864 zum Hauptmann befördert worden.

### Indianerkriege

#### Prozess und Schlacht am Washita
Custer musterte am 1. Februar 1866 aus der Freiwilligenorganisation ab und erhielt von Benito Juárez aus Mexiko das Angebot, als Oberkommandierender der mexikanischen Kavallerie die Neuorganisation der Reiterregimenter zu übernehmen und sie in der Revolution gegen Kaiser Maximilian zu führen. Die US-Regierung untersagte ihm die Annahme, da Außenminister William H. Seward keine Brüskierung des hinter Kaiser Maximilian stehenden Frankreichs riskieren wollte. Custer blieb im US-Heer und wurde am 28. Juli 1866 zum Oberstleutnant befördert.
Die Heeresführung beorderte ihn nach Fort Riley, Kansas, um die Neuorganisation des 7. US-Kavallerie-Regiments als Stellvertreter von Oberst Andrew Jackson Smith zu unterstützen. Am 26. März 1867 wurde Custer mit vier Kompanien des – bei weitem noch nicht befriedigend einsatzfähigen – 7. US-Kavallerie-Regiments dem Befehl Generalmajor Winfield Scott Hancocks für eine Expedition ins Land der Sioux und Cheyenne unterstellt.
Im Verlauf dieser für die Heeresführung völlig unbefriedigenden Aktion kam es zu einem Zwischenfall: Custer befahl, auf Deserteure zu schießen, und versagte den Überlebenden die medizinische Behandlung. Dafür sollte er in Fort Leavenworth, Kansas, zur Verantwortung gezogen werden. Er begab sich jedoch nicht sofort dorthin, sondern suchte zuvor in Fort Riley seine Frau Elizabeth (Libby) auf, da er vom dortigen Ausbruch der Cholera erfahren hatte. Als er endlich in Fort Leavenworth eintraf, wurde er sofort wegen fortgesetzter Disziplinlosigkeit unter Arrest gestellt. Nach dem Abschluss der Ermittlungen wurde am 16. September 1867 ein Militärgerichtsverfahren gegen ihn eröffnet. Custer wurde ohne Sold für zwölf Monate suspendiert.
Davon überzeugt, Sündenbock einer missglückten Kampagne gewesen zu sein, wurde er schließlich auf Betreiben seines alten Freundes, Generalmajor Sheridan, in den Dienst zurückgeholt.
1868 rehabilitierte sich Custer in den Augen der Öffentlichkeit, als er während des Winterfeldzuges an den Ufern des Washita ein Dorf der Südlichen Cheyenne unter Black Kettle im Morgengrauen angriff und zerstörte. Dies sollte der einzige „Sieg“ Custers im Kampf gegen die Indianer bleiben. Ob der Angriff ein Massaker war oder nicht, darüber gehen die Meinungen auseinander. Tatsache ist, dass Custer vor der Attacke befahl, Frauen und Kinder zu verschonen. Andererseits wurde bei dem Angriff eine große Zahl von indianischen Nichtkombattanten getötet. Den meisten Indianern gelang die Flucht in die Wälder, jedoch mussten sie alles Hab und Gut und hier insbesondere die Pferde zurücklassen. Custer ließ die Pferde einfangen und über 1.000 erschießen. Dies machte den Indianern die Büffeljagd unmöglich und der Verlust ihrer Habe und ihrer Vorräte für den Winter erschwerte ein Überleben im Winter deutlich. Die meisten Opfer gab es somit erst nach der Schlacht.
Auch regimentsintern geriet Custer in die Kritik. Eine kleine Soldatengruppe unter dem Kommando von Major Joel Haworth Elliott hatte fliehende Indianer verfolgt und war nicht zurückgekommen. Obwohl Elliott auf eigene Faust handelnd die militärische Sicherheitszone ohne Autorisierung verlassen hatte und Custer, wenn auch zu spät, einen Suchtrupp losgeschickt hatte (der erfolglos blieb), gab es nicht wenige, die ihn für das Schicksal der vollständig vernichteten Elliott-Truppe verantwortlich machten.

#### Kampf gegen die Sioux

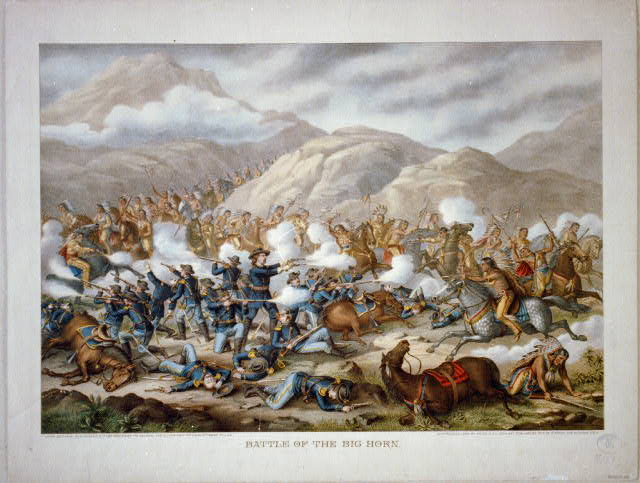
Schlacht am Little Bighorn

1873 wurde er in die nördlichen Plains geschickt, wo er einige Scharmützel gegen Sioux im Gebiet des Yellowstone führte. 1874 führte er eine 1.200 Mann starke Expedition in die Black Hills, die heiligen Berge der Indianer. Noch sechs Jahre zuvor war diesen von der Regierung der Vereinigten Staaten der Besitz der Berge garantiert worden. Im Tal des French Creek nahe der heutigen Stadt Custer, South Dakota entdeckte einer der Erkundungstrupps Gold. Entsprechende Erfolgsmeldungen Custers wurden 1874 unverzüglich in Zeitungsberichten verbreitet und lösten den Goldrausch in den Black Hills aus.
Umstritten ist die Frage, ob Custer Ambitionen auf eine Kandidatur auf Seite der Demokraten bei der Präsidentschaftswahl von 1876 hatte und ob ihn das in seinen Unternehmungen gegen die Indianer beeinflusste. Custer wird Interesse am Präsidentenamt nachgesagt. Andere verwerfen solche Überlegungen als unbelegt.
Zu dem Truppenaufgebot gegen die Sioux und Cheyenne zählten 1876 neben der Dakota-Abteilung, die Custer ursprünglich befehligen sollte, die Verbände unter Oberst John Gibbon und Brigadegeneral George Crook. Kurz vor dem Beginn des Feldzugs wurde Custer aufgrund von Differenzen mit Präsident Grant von seinem Kommando entbunden und durch General Alfred Terry ersetzt. Auf Bitte Terrys revidierte Grant seine Entscheidung und erlaubte Custer, an der Spitze seines Regiments unter Terrys direktem Befehl an dem Feldzug teilzunehmen.

#### Tod in der Schlacht am Little Bighorn
Es begann eine Militäraktion, die mit einer Niederlage der US-Truppen endete. Terrys Plan sah vor, die Indianer in einer Zangenbewegung zu vernichten. Custers Aufgabe war es, den Gegner mit dem 7. US-Kavallerie-Regiment aufzuspüren und anzugreifen, derweil Terry mit seinem gemischten Infanterie- und Kavallerieverband den Fluchtweg verlegte. Die Befürchtung, die Indianer könnten die Flucht ergreifen, überlagerte alle Handlungen Custers. Er führte keine ausgedehnte Aufklärung durch und ignorierte die Warnungen seiner Späher. Die Behauptung, Custer habe General Terrys Befehl, das Eintreffen von Verstärkungen abzuwarten, missachtet, ist nicht haltbar.
Am 25. Juni 1876 griff Custer in der Schlacht am Little Bighorn das Lager der Indianer, die von den Häuptlingen Sitting Bull, Gall, Two Moons, Crazy Horse und Spotted Elk alias Big Foot angeführt wurden, am Ufer des Little Bighorn an. Dort hatten sich ungefähr 2.000 Krieger versammelt, so dass die US-Soldaten zahlenmäßig und erstmals in der Geschichte auch waffentechnisch stark unterlegen waren. Custer hatte sein Regiment zudem in drei Teile aufgeteilt, um das Lager von mehreren Seiten aus anzugreifen. Die überlegene Streitmacht der Indianer trieb Custers Truppenteil schnell zurück und konnte ihn bei seinem Rückzug auf einem Hügel stellen, auf dem Custer und seine Männer ausnahmslos getötet wurden. Zu den Gefallenen gehörten auch Custers Brüder Thomas Custer (1845–1876) und Boston Custer (1848–1876).
Die anderen beiden Regimentsteile unter Major Reno und Hauptmann Benteen sowie der zu ihnen gestoßene Versorgungstrupp unter Hauptmann McDougall konnten sich bis zum Eintreffen der Verstärkung halten; dieser blieb jedoch nur noch die Bestattung der Leichen Custers und seiner Truppe.
Custers Leichnam wurde zunächst eilig vor Ort begraben, später aber exhumiert und in der Militärakademie in West Point beigesetzt.

## Rezeption

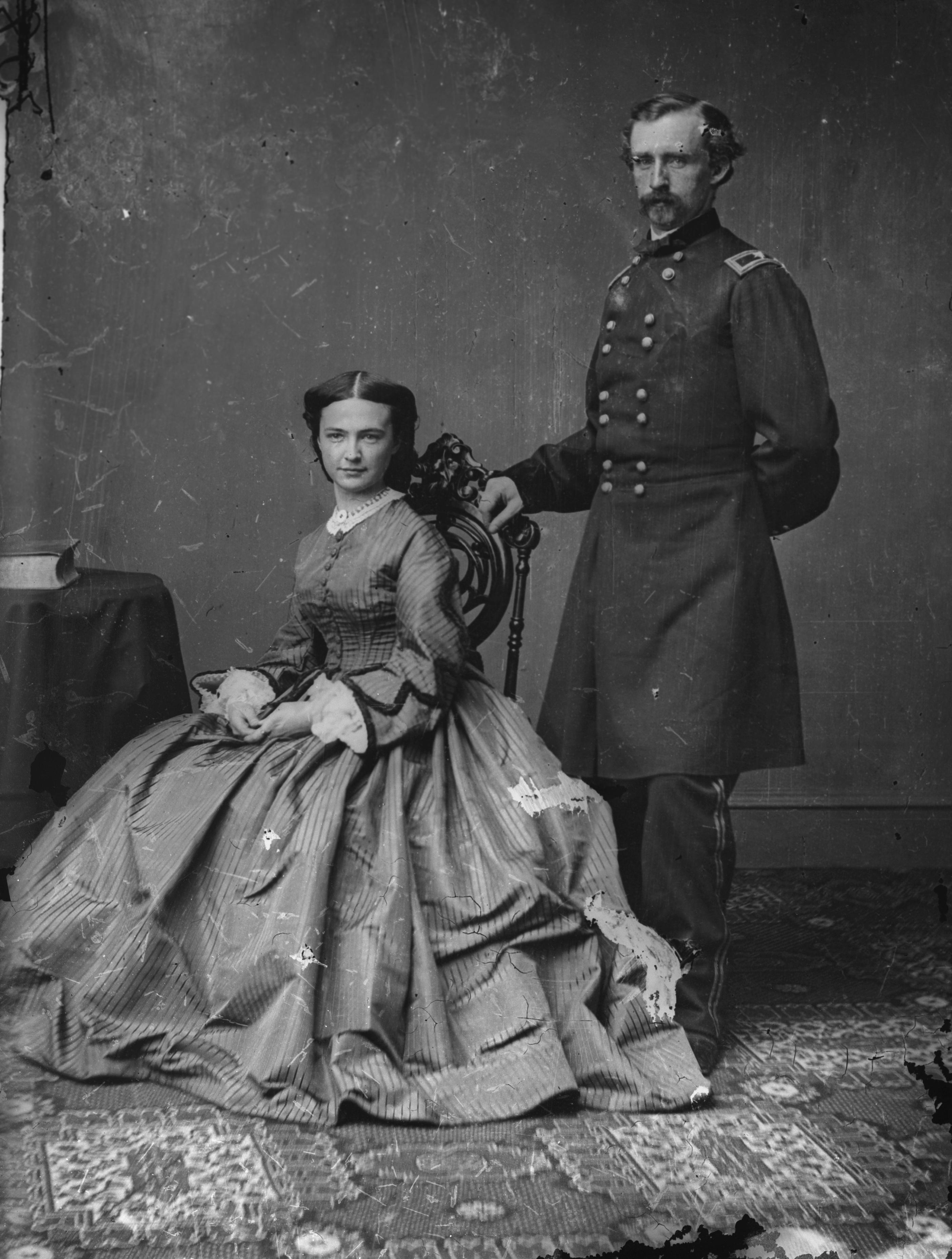
Custer mit seiner Ehefrau „Libbie“ Custer, 1864

Custer selbst verfasste eine Autobiografie, My Life on the Plains (Mein Leben auf den Plains), die 1872 das erste Mal erschien. In diesem Buch beschreibt er seine Erlebnisse und Erfahrungen mit seinem Regiment während verschiedener Feldzüge gegen feindliche Indianer in den Jahren zuvor. Beschrieben wird das Leben der Soldaten und auch das der Indianer, für deren Anliegen Custer durchaus Verständnis äußert. Der Wahrheitsgehalt dieser Autobiografie wird oft sehr bezweifelt und Captain Frederick Benteen, einer der Offiziere aus Custers 7. US-Kavallerie-Regiment, nannte das Werk verächtlich „My Lies on the Plains“ („Meine Lügen auf den Plains“).
Seine Frau Elizabeth schrieb mehrere Bücher über ihren Mann, „Boots and Saddles“ im Jahr 1885 und „General Custer at the Battle of the Little Big Horn“ 1897. Mit ihren Veröffentlichungen trug sie dazu bei, einen Mythos um Custer zu erschaffen. Begünstigt wurde die Entstehung dieses Mythos auch durch die Tatsache, dass das offizielle Protokoll des Untersuchungsausschusses 1879 bis 1951 geheim blieb.
Ella Wheeler Wilcox schrieb über ihn das Gedicht „Custer“, eine Lobeshymne, die ihn gleich einem antiken Heldenepos rühmt. Bis ins 20. Jahrhundert hinein genoss er einen guten Ruf, der 1941 seinen Höhepunkt mit dem amerikanischen Kriegspropagandafilm They Died With Their Boots On (dt.: Sein letztes Kommando) mit Errol Flynn in der Titelrolle erreichte.
Der Bürgerkriegshistoriker W.A. Graham resümierte jedoch 1953 bereits: "Ohne den "Ruhmesglanz", der den Rahmen für sein dramatisches und tragisches Ableben durch die Hand schreiender Wilder bildete, wäre er wahrscheinlich nur ein weiterer Name in einer langen Liste von Namen in unserer Geschichte des Bürgerkriegs, in der er als "The Boy General" eine herausragende Leistung als Anführer der Kavallerie erbrachte, wie auch zahlreiche andere, die schon lange fast vergessen sind."
Seit den 1960er-Jahren setzte allerdings langsam ein Umdenken in Bezug auf die Behandlung der Indianer ein, und infolgedessen wurde Custer in späteren Filmen eher als blutrünstiger Kriegshetzer porträtiert, zum Beispiel im Film Little Big Man mit Richard Mulligan als Custer. Ebenfalls als grausamer Despot wird er in der TV-Serie Dr. Quinn – Ärztin aus Leidenschaft dargestellt, hier von Jason Leland Adams. Auch in dem Song Custer von Johnny Cash erscheint er brutal und grausam. Eine Ausnahme bildet der Film Ein Tag zum Kämpfen von Robert Siodmak aus dem Jahr 1967, in dem Robert Shaw den General als Helden inszeniert.
Erwähnenswert ist der zweiteilige Film General Custers letzte Schlacht (Son of the Morning Star) aus dem Jahr 1991 mit Gary Cole in der Rolle des General Custer. Im Gegensatz zu den anderen Filmen wird in diesem das Leben und Wirken von Custer aus zwei Perspektiven aufgezeigt: Zum einen aus Sicht der jungen Indianerfrau Kate Bighead (Kimberly Norris), die in Custers Fort lebt und den General bis zu seinem Ende bewundert. Zum anderen erzählt seine Ehefrau Libby (Rosanna Arquette) das Leben mit ihrem geliebten Mann und deckt hier auch seine „Schattenseiten“ auf (Übellaunigkeit, Hitzköpfigkeit).
Michael Blake dagegen stellt Custer in seinem Roman Der Himmel der Krieger (im Original Marching to Valhalla) als einen Mann dar, der zum Spielball politischer Intrigen wurde, der zu großen Gefühlen fähig war und der großen Respekt vor der indianischen Kultur empfand, gegen die er jedoch zu Felde zog.

## Custers Rang
Custers Rang ist Gegenstand vieler Diskussionen. Manchmal wird er zum Zeitpunkt seines Todes als Oberstleutnant bezeichnet, manchmal als General.
Diese Kontroverse rührt daher, dass es während des amerikanischen Bürgerkriegs vier verschiedene Arten von Rängen gab: Den (vollen) Rang im regulären Heer (United States Army – USA), den (vollen) Rang im Freiwilligenheer (United States Volunteers – USV) sowie Brevet-Ränge (Titularränge, ähnlich den deutschen Charakterrängen vor 1939) sowohl in der regulären Armee als auch in der Freiwilligenarmee.
Custer, zu Beginn des Sezessionskrieges Leutnant, wurde während des Krieges zunächst zum Brigadegeneral (Rangdatum 29. Juni 1863) und schließlich zum Generalmajor der Freiwilligen (15. April 1865) befördert und führte als solcher auch eine Kavalleriedivision. Custers Rang im Freiwilligenheer endete jedoch mit seiner Ausmusterung aus diesem am 1. Februar 1866. Sein eigentlicher Rang im regulären Heer war in der Zwischenzeit der eines Oberleutnants geblieben. Als Anerkennung seiner Leistungen hatte er jedoch im Laufe des Krieges mehrere Brevet-Ränge im regulären Heer erhalten: Major (3. Juli 1863), Oberstleutnant (11. Mai 1864), Oberst (19. September 1864), Brigadegeneral (13. März 1865) und Generalmajor (13. März 1865). Speziell in Custers Fall war, dass er von Juni 1862 bis März 1863 einen temporären Rang als Hauptmann des regulären Heeres innehatte.
Als Brevet-Generalmajor hatte Custer damit weiterhin das Recht, als General angesprochen zu werden, auch wenn seine Befugnisse und sein Sold nur denen eines Oberleutnants (bzw. ab 1866 eines Oberstleutnants) entsprachen.